# So Good (nummer van Zara Larsson)
So Good is een nummer van de Zweedse zangeres Zara Larsson uit 2017, in samenwerking met de Amerikaanse rapper Ty Dolla $ign. Het is de vijfde single van Larssons gelijknamige tweede studioalbum.
In Larssons thuisland Zweden haalde het nummer de 7e positie. Buiten Scandinavië was het nummer niet zeer succesvol. In Nederland moest het nummer het met een 4e positie in de Tipparade doen, en in Vlaanderen met de 2e positie in de Tipparade.